# Allium peroninianum
Allium peroninianum — вид трав'янистих рослин родини амарилісові (Amaryllidaceae), ендемік Туреччини.

## Поширення
Ендемік Туреччини.
Населяє скелясті місця, 250—1600 м.

## Загрози й охорона
Цей вид зростає в районі, де головна загроза виникає через розширення Стамбула, наприклад, Якачікська популяція в Стамбулі була повністю знищена новим поселенням. Ліси в межах ареалу також є вразливими для пожеж та розширення сільськогосподарських земель, а також передпланової забудови міста.
Цей вид занесений до таких, що трапляються в Національному парку Балкайкайлар. У базі даних про стан загрози турецьких рослин він занесений як «Близький до загрози» (NT).